# Staatsrat (Kolumbien)

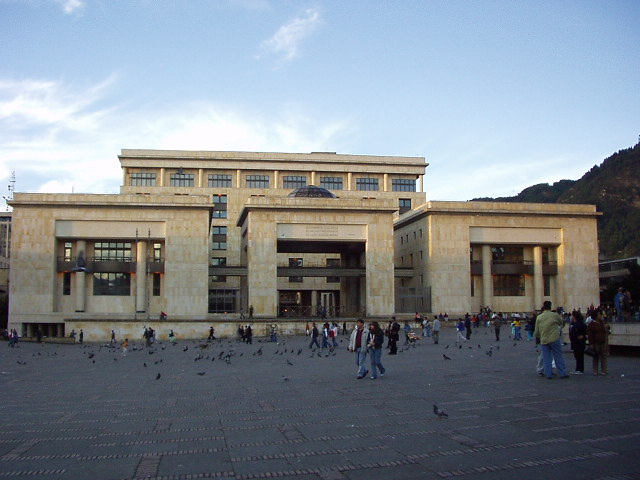
Der Justizpalast in Bogotá, der auch der Sitz des Staatsrats von Kolumbien ist

Der Staatsrat von Kolumbien (spanisch Consejo de Estado de Colombia) ist das höchste Verwaltungsgericht und die oberste Kontrollinstanz in Verwaltungsangelegenheiten Kolumbiens. Er ist vergleichbar mit dem deutschen Bundesverwaltungsgericht.
Der kolumbianische Staatsrat wurde 1914 nach dem Modell Frankreichs eingerichtet, indem es den bereits 1886 existierenden Staatsrat von der exekutiven zur legislativen Teilgewalt hin verschob. Er ist Teil der Jurisdiktion, der eine besondere Verantwortung für die Gesetze bezüglich der Verwaltung trägt und der Exekutive rechtliche Hinweise gibt. Im Lauf der Jahre hat der Staatsrat mehrere Regierungsverordnungen außer Kraft gesetzt.

## Geschichte
Am 30. Oktober 1817 wurde der Staatsrat Kolumbiens durch ein Dekret von Simón Bolívar, nach dem Vorbild von Napoleons französischen Conseil d’État gegründet. Im Laufe der Jahre wurde er jedoch von mehreren Regierungen abgeschafft und wieder eingeführt. 

## Funktion
Der Rat hat die ursprüngliche Zuständigkeit für bestimmte Seerechtssachen und Angelegenheiten der Binnenschifffahrt; Konflikte in der Rechtsprechung zwischen den Departamentos und den Municipios und zwischen ihnen und der nationalen Regierung, wie z. B.  öffentliche Landkonzessionen; Streichung von Einbürgerungspapieren und Berufung von bestimmten Entscheidungen der nationalen Regierung. Es nimmt auch Beschwerden von departamentalen Verwaltungsgerichten und einigen Staatsbeamten an. Die 27 Richter, die den Rat bilden, werden von ihren gleichrangigen Kollegen des Obersten Justizrats für eine achtjährige Amtszeit ausgewählt und nominiert.